# Ольшанское сельское поселение (Ростовская область)
Ольшанское сельское поселение — муниципальное образование в Целинском районе Ростовской области.
Административный центр поселения — село Ольшанка.

## Административное устройство
В состав Ольшанского сельского поселения входят:
- село Ольшанка(899чел.);
- село Богдановка(147чел.);
- село Васильевка(202чел.);
- село Головановка(34чел.);
- село Журавлевка(836чел.);
- хутор Калинин;
- хутор Мельников;
- хутор Обильный;
- хутор Орджоникидзе;
- хутор Пушкина;
- хутор Родионовка.

## Население
| 2010  | 2012  | 2013  | 2014  | 2015  | 2016  | 2017  |
| ----- | ----- | ----- | ----- | ----- | ----- | ----- |
| 2523  | ↘2488 | ↘2425 | ↘2387 | ↘2347 | ↘2299 | ↘2250 |
| 2018  | 2019  | 2020  | 2021  |       |       |       |
| ↘2181 | ↘2136 | ↘2073 | ↘2041 |       |       |       |